# Róbert Bezák
Róbert Bezák C.SS.R. (Prievidza, 1 maart 1960) is een Slowaaks aartsbisschop.
Bezák trad in 1979 in bij de Redemptoristen, legde in 1983 zijn gelofte af en ontving op 14 juni 1984 zijn priesterwijding. Op 18 februari 2009 benoemde paus Benedictus XVI hem tot aartsbisschop van Trnava. Op 6 juni 2009 werd hij door kardinaal Jozef Tomko tot bisschop gewijd.
Op 1 juli 2012 werd Bezák door paus Benedictus XVI zijn ambt ontnomen. De reden hiervoor is nooit officieel gepubliceerd, maar algemeen wordt aangenomen dat de oorzaak ligt in Bezáks financiële beleid en zijn beschuldigende uitlatingen richting zijn voorganger Ján Sokol met de daaruit voortvloeiende visitatie. Een groot deel van de Slowaakse katholieken was het niet eens met dit besluit. Er werd een petitie met 12.000 handtekeningen aangeboden. Sinds december 2013 verblijft Bezák in een redemptoristenklooster in Bussolengo bij Verona. 